# 勞力士遊艇名仕型

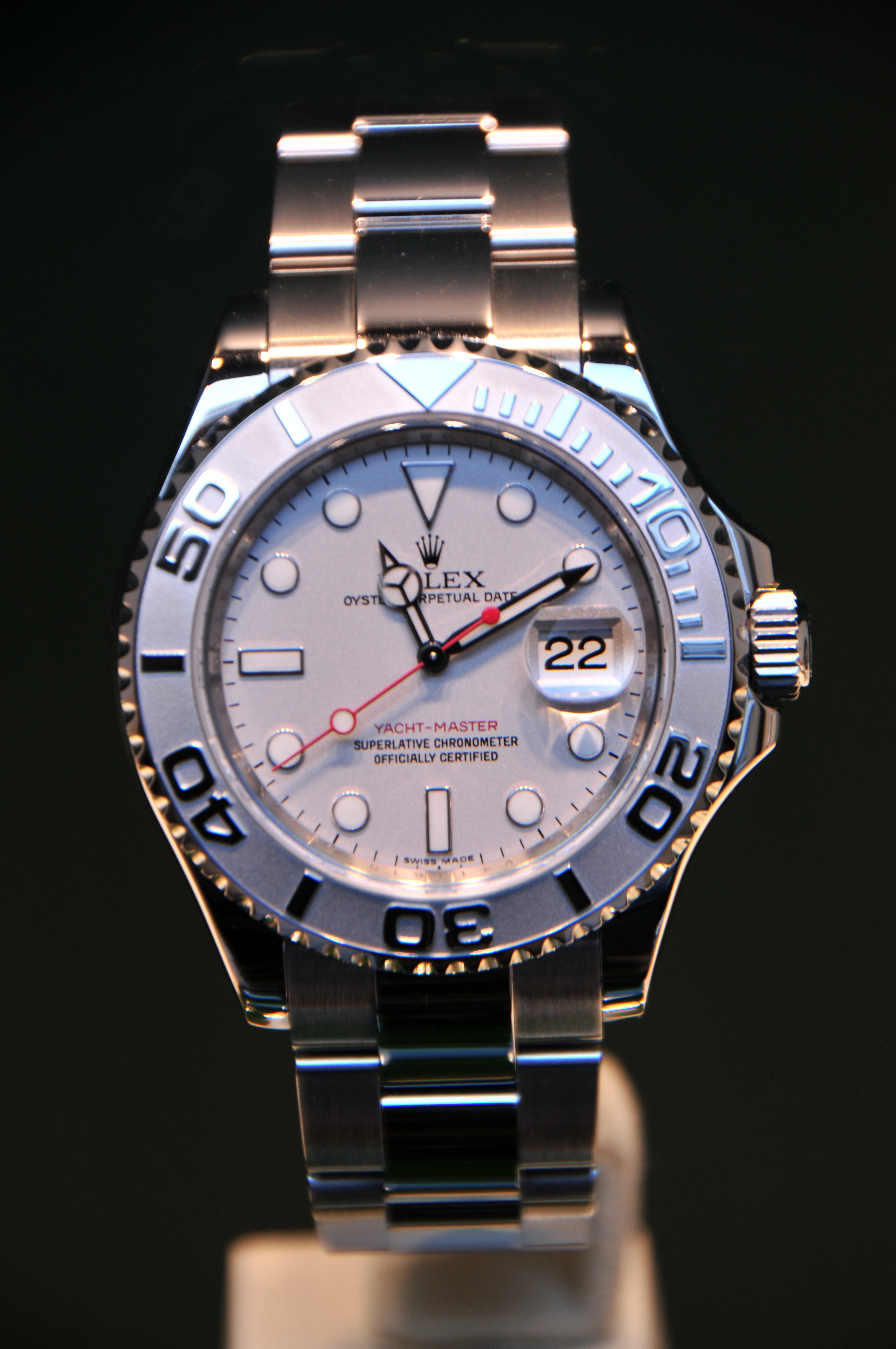
勞力士遊艇名仕型

勞力士遊艇名仕型（Rolex Yacht-Master）是勞力士的一款運動型手錶，在1992年首次上市。1994年，勞力士發布了女款和男款中尺寸。1996年，勞力士發布了女款和男款中尺寸的不銹鋼款和純金款。2007年，勞力士發布了第二代遊艇名仕型手錶。2015年，勞力士發布了橡膠錶帶的遊艇名仕型，這是勞力士的首款橡膠錶帶手錶。2019年，勞力士推出了遊艇名仕型42。2020年，勞力士遊艇名仕型包括37 mm、40 mm、42 mm三種尺寸。所有的勞力士遊艇名仕型的防水等級均為100 [330英尺]。

## 外部連結
- 適用於勞力士遊艇名仕型的高品質錶帶 - Helvetus